# Транквілло Барнетта
Транкві́лло Барне́тта (нім. Tranquillo Barnetta, нар. 22 травня 1985, Санкт-Галлен) — швейцарський футболіст.

## Клубна кар'єра
У дорослому футболі дебютував 2002 року виступами за команду «Санкт-Галлен» з рідного міста, в якій провів два сезони, взявши участь у 60 матчах чемпіонату. Більшість часу, проведеного у складі «Санкт-Галлена», був основним гравцем команди.
Своєю грою за цю команду привернув увагу представників тренерського штабу клубу «Баєр 04», до складу якого приєднався влітку 2004 року, але майже відразу був відданий в оренду до клубу «Ганновер 96», у складі якого провів наступний рік своєї кар'єри гравця.
До складу клубу «Баєр 04» повернувся влітку 2005 року і виступав в основному складі команди сім років, зігравши 187 матчів в національному чемпіонаті. Влітку 2012 року після завершення контракту Барнетта покинув команду з Леверкузена, а невдовзі на правах вільного агента приєднався до команди «Шальке 04».
У сезоні 2013/14 грав за франкфуртський «Айнтрахт» на умовах оренди.
29 липня 2015 року приєднався до складу клубу «Філадельфія Юніон» з МЛС. Відтоді встиг відіграти за команду з Пенсільванії 13 матчів в національному чемпіонаті.

## Виступи за збірні
2002 року дебютував у складі юнацької збірної Швейцарії, взяв участь у 13 іграх на юнацькому рівні.. 2002 року разом зі збірною став чемпіоном Європи серед 17-річних.
Протягом 2004–2005 років залучався до складу молодіжної збірної Швейцарії, разом з якою був участь у молодіжному чемпіонаті Європи 2004 року. Всього на молодіжному рівні зіграв у 10 офіційних матчах, забив 2 голи.
8 вересня 2004 року дебютував в офіційних матчах у складі національної збірної Швейцарії в грі проти збірної Ірландії.
У складі збірної був учасником чемпіонату Європи 2004 року у Португалії, чемпіонату світу 2006 року у Німеччині, домашнього чемпіонату Європи 2008 року та чемпіонату світу 2010 року у ПАР.
2014 року був включений до заявки збірної на тогорічний чемпіонат світу у Бразилії, але на поле не виходив.
Всього провів у формі головної команди країни 75 матчів, забивши 10 голів.

## Статистика виступів

### Статистика клубних виступів

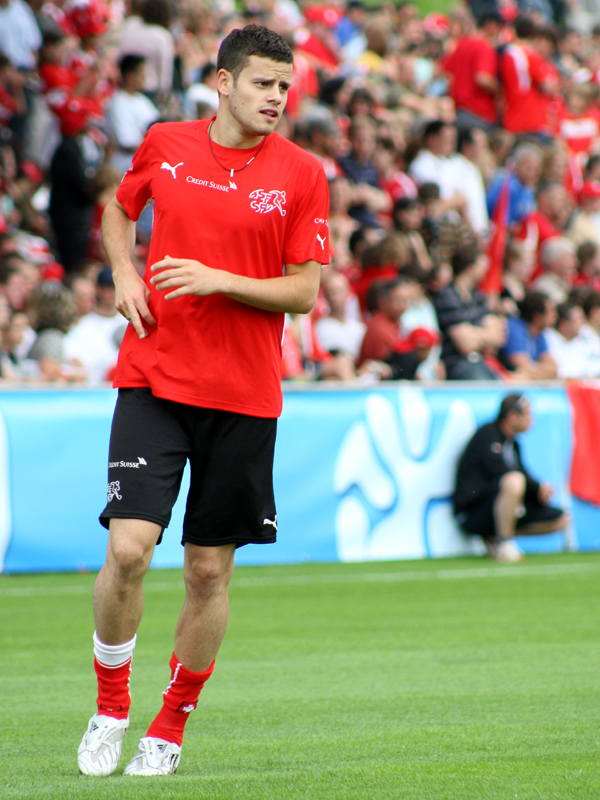
Транквілло Барнетта у збірній Швейцарії на домашньому Євро-2008

| Сезон             | Команда             | Чемпіонат         | Чемпіонат | Чемпіонат |
| Сезон             | Команда             | Ліга              | Ігор      | Голів     |
| ----------------- | ------------------- | ----------------- | --------- | --------- |
| 2002-03           | «Санкт-Галлен»      | ЧЛ                | 30        | 5         |
| 2003-04           | «Санкт-Галлен»      | СЛ                | 30        | 7         |
| 2004-05           | «Ганновер 96»       | БЛ                | 7         | 2         |
| 2005-06           | «Баєр 04»           | БЛ                | 31        | 6         |
| 2006-07           | «Баєр 04»           | БЛ                | 30        | 1         |
| 2007-08           | «Баєр 04»           | БЛ                | 32        | 6         |
| 2008-09           | «Баєр 04»           | БЛ                | 31        | 4         |
| 2009-10           | «Баєр 04»           | БЛ                | 30        | 4         |
| 2010–11           | «Баєр 04»           | БЛ                | 24        | 2         |
| 2011–12           | «Баєр 04»           | БЛ                | 7         | 0         |
| 2012–13           | «Шальке 04»         | БЛ                | 21        | 1         |
| 2013–14           | «Шальке 04»         | БЛ                | 1         | 0         |
| 2013–14           | «Айнтрахт»          | БЛ                | 22        | 1         |
| 2014–15           | «Шальке 04»         | БЛ                | 22        | 3         |
| 2015              | «Філадельфія Юніон» | МЛС               | 11        | 1         |
| Усього за кар'єру | Усього за кар'єру   | Усього за кар'єру | 331       | 43        |

### Збірна
| Збірна Швейцарії | Збірна Швейцарії | Збірна Швейцарії |
| Роки             | Ігри             | Голи             |
| ---------------- | ---------------- | ---------------- |
| 2004             | 2                | 0                |
| 2005             | 8                | 0                |
| 2006             | 10               | 3                |
| 2007             | 10               | 3                |
| 2008             | 10               | 0                |
| 2009             | 9                | 0                |
| 2010             | 9                | 0                |
| 2011             | 1                | 2                |
| 2012             | 7                | 2                |
| 2013             | 6                | 0                |
| 2014             | 3                | 0                |
| Всього           | 75               | 10               |

## Титули і досягнення
- Чемпіон Європи (U-17): 2002